# Рейтер Макс Андрійович
Ре́йтер Макс Андрі́йович (12 (24) квітня 1886 Віндавський повіт Курляндська губернія, (нині Вентспілський край Латвія) — 6 квітня 1950 Москва) — радянський воєначальник, генерал-полковник (з 1943 року).
У Червоної Армії з 1919 р. Закінчив Вищі академічні курси комскладу (1923), Курси вдосконалення вищого начскладу (1928), Військову академію ім. М. В. Фрунзе (1935). В 1906 р. поступив на військову службу добровольцем. В 1910 р. закінчив Іркутське військове училище. Під час Першої світової війни командував ротою, батальйоном, був офіцером для доручень при штабі армії, полковник.
Після Жовтневого перевороту перейшов на бік радянської влади. У Громадянську війну бився з білогвардійцями й інтервентами на Північному фронті, обіймаючи посади: ад'ютанта полку, помічник командира і командир полку. В 1920 р. брав участь у боях проти белополяків, у березні 1921-го — в придушенні Кронштадтського заколоту. З 1921-го командував стрілецькою бригадою, потім був помічником командира 11-ї стрілецької дивізії.
У 1924—1929 рр. командир 2-ї Приамурської і 30-ї стрілецької дивізій. В 1929 р. брав участь у боях на КВЖД. З грудня 1920 р. на оборонній роботі у ВСНХ СРСР — заступник начальника протиповітряної оборони промисловості СРСР.
З 1932 командир 73-й стрілецької дивізії Сибірського військового округа, з листопада 1935 на відповідальній роботі в Генштабі. У 1936—1939 рр. начальник відділу Управління бойової підготовки РСЧА, з січня 1940-го помічник, а з липня — заступник командувача військами Північно-Кавказького військового округа.
Під час Німецько-радянської війни Рейтер — начальник тилу — заступник командувача військами Центрального і Брянського фронтів (серпень — грудень 1941), помічник командувача Західним фронтом (лютий — березень 1942). З березня 1942 командувач 20-ю армією, з вересня 1942-го по червень 1943-го — командувач Брянським фронтом. У березні 1943 р. командував військами Резервного фронту. Війська Брянського фронту брали участь у розгромі воронезько-касторненського угрупування противника.
Потім Рейтер командував військами Степового військового округа, був заступником командувача Воронезьким фронтом.
З вересня 1943 р. командувач військами Південно-Уральського військового округа.
З січня 1946 р. начальник курсів «Вистріл».